# Ojos de burbuja

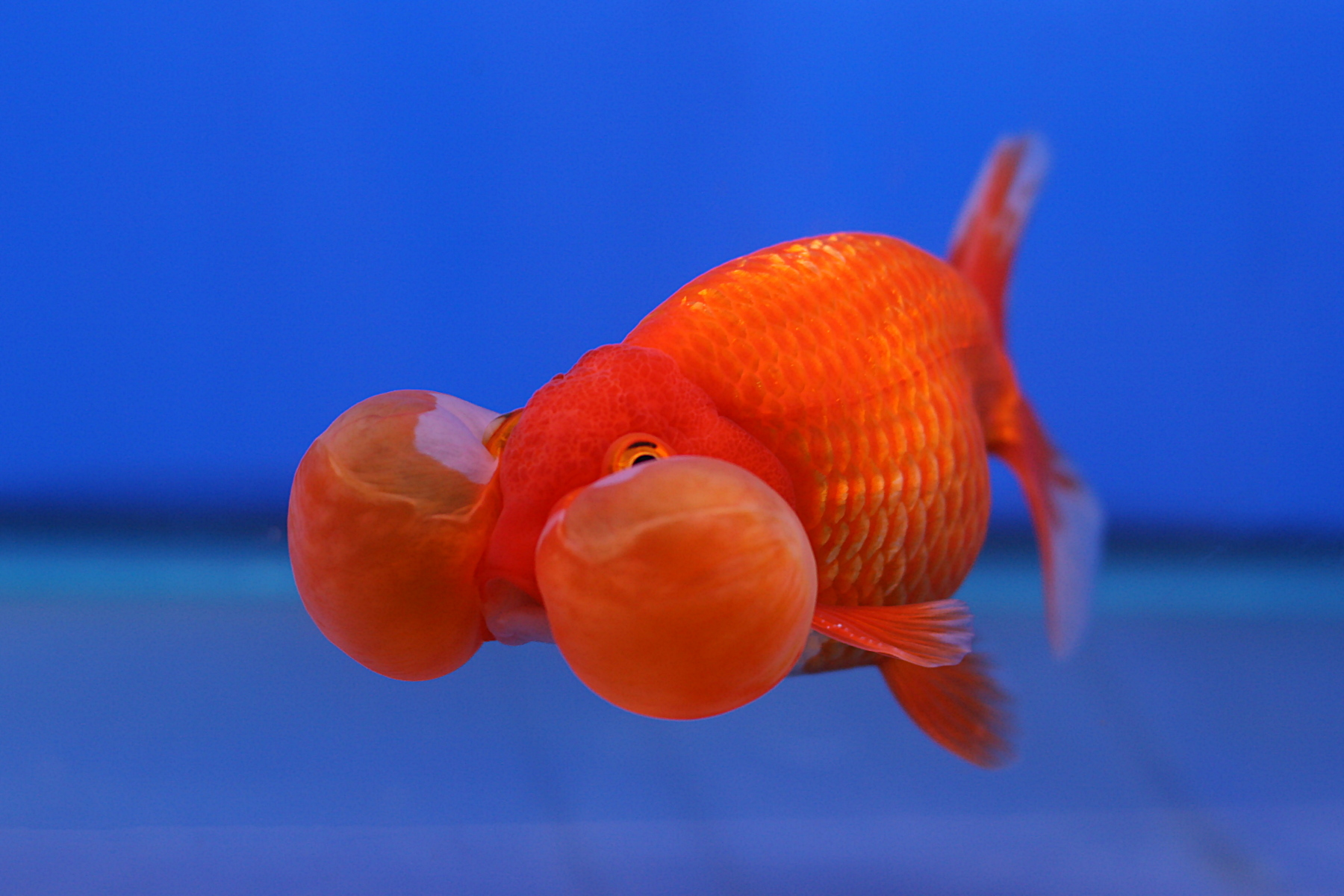

El ojo de burbuja es una variedad de pez dorado (Carassius auratus) de fantasía cuya su mayor distinción es la presencia de dos grandes sacos llenos de líquidos debajo de los ojos. No posee aleta dorsal, y los especímenes de buena calidad no tendrán ni rastros de ella, además de tener las burbujas simétricas, de mismo color y tamaño. Los sacos son frágiles, por lo que el pez tiene que ser mantenido con otros burbujas o variedades parecidas, por otro lado también se debe tener cuidado con objetos puntiagudos en el tanque, a pesar de que estas puedan volver a crecer si se revientan. Las bolsas pueden representar una gran desventaja al pez a la hora de comer ya que al no ser hábiles nadadores no llegan siempre al alimento o no ingieren lo necesario, en algunos casos se ha visto que por las burbujas se quedan succionados por los filtros o sifonadores. Es conocido como suihogan en Japón.

## Descripción

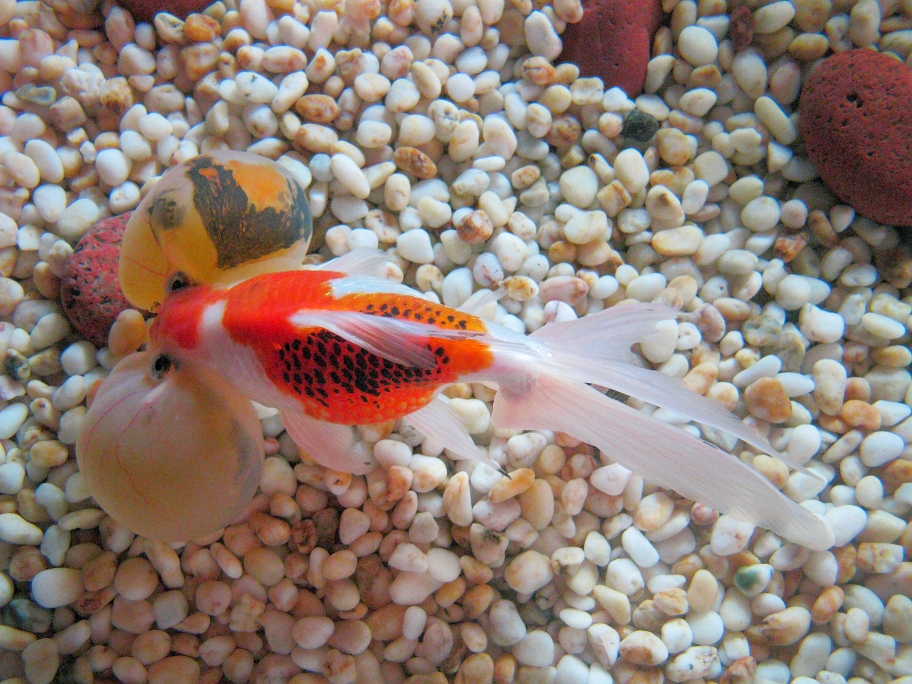
Ojo de burbuja visto desde arriba

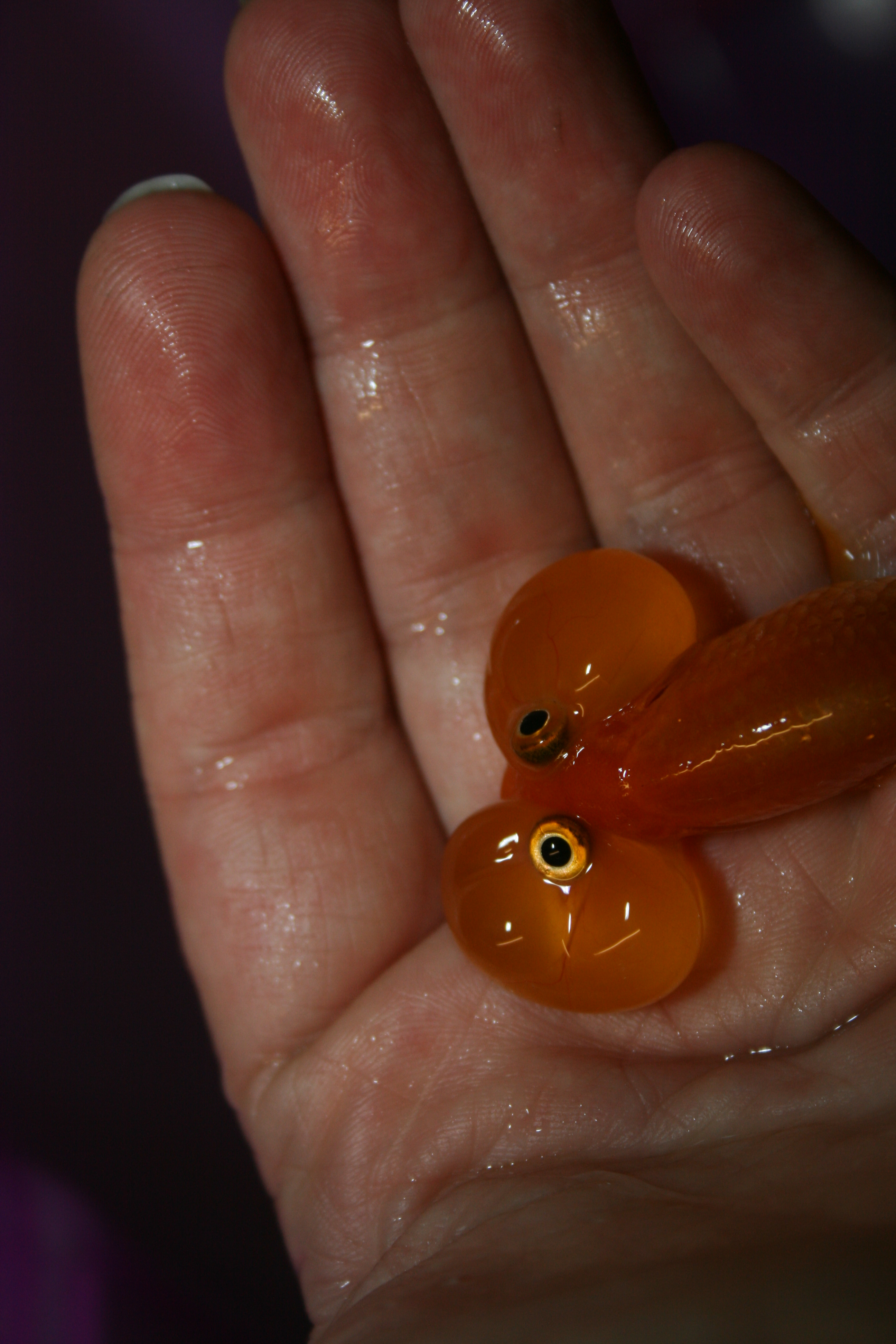
Detalle de las bolsas de un ojo de burbuja

El ojo de burbuja generalmente posee una pequeña curva donde debería estar las aleta dorsal. Los ojos de burbujas generalmente desarrollan sus sacos a partir de 3 meses de haber sido puestos. Como los ranchu, este pez no posee aleta dorsal, pero su cola es doble. Normalmente crecen hasta 3 a 4 pulgadas de longitud. Si una de sus burbujas se revienta , está estará expuesta a un infección,por lo que hay que tener cuidado.